# Marian Zalastowicz
Marian Zalastowicz (ur. 26 listopada 1957 w Rudzie) – piłkarz Górnika Zabrze w latach 1979-1985. Grał na pozycji napastnika lub lewego obrońcy. Wychowanek klubu Slavia Ruda Śląska. Występował również w Polonii Bytom, Stali Mielec i klubach niemieckich niższych klas (Hessen Kassel, FC Oberzwehren).